# Spirobolus carinatus
Spirobolus carinatus är en mångfotingart som beskrevs av Karsch 1881. Spirobolus carinatus ingår i släktet Spirobolus och familjen Spirobolidae. Inga underarter finns listade i Catalogue of Life.